# Historia del ajedrez (libro de Murray)
El libro Historia del ajedrez fue escrito por Harold Murray (1868-1955) y publicado en 1913.

## Detalles
El propósito de Murray es triple:
- Presentar un registro lo más completo posible de las variedades de ajedrez que existen o han existido en diferentes partes del mundo.
- Investigar el origen último de estos juegos y las circunstancias de la invención del ajedrez
- Trazar el desarrollo del juego moderno europeo desde la aparición de su antepasado, el chaturanga indio, a comienzos del siglo VII

La primera parte del libro describe la historia de las variedades de ajedrez asiáticas, las literaturas árabe y persa y la teoría y práctica del juego del shatranj. La segunda parte se refiere al ajedrez en Europa en la Edad Media, su papel en la literatura y en la moral y los problemas de ajedrez medievales, llegando hasta el comienzo del ajedrez moderno y la historia del juego moderno hasta el siglo XIX.
El libro está considerado por los escritores modernos como la fuente más autorizada en la historia del ajedrez. Es la primera fuente publicada de la teoría de que el ajedrez se originó en la India, una teoría que aún hoy es la más aceptada. 
Murray sabía tanto inglés como alemán. Para poder leer documentos en árabe aprendió el idioma por sí mismo. Tras cotejar fuentes y eliminar duplicados en árabe recopiló 553 problemas completos de shatranj islámico y sus correspondientes soluciones, más 16 mikhāriq, que numeró como RW29 y del 554 al 568.
Mientras tanto tuvo trabajo extra al enterarse de que uno de los documentos que le sirvieron de fuente de árabe procedía de uno anterior cuyas páginas habían sido desordenadas y algunas perdidas, lo que fue anotado por otro escribano en el pasado.
El libro contiene también una lista de problemas de ajedrez medievales europeos.
Como algunas variantes del ajedrez no utilizan el tablero de 8x8, utiliza la notación algebraica para representar el movimiento de las piezas, pero:
- Representa la captura como pieza x pieza, no pieza x casilla.
- Escribe P al principio de un movimiento de peón.

Cita varios textos de otras antiguas fuentes europeas no traducidos de sus idiomas originales, formas medievales de francés, alemán, español, etc.)

## Otros libros
Compañero del trabajo de Murray fue A History of Board-Games other than Chess (Historia de los juegos de tablero distintos del ajedrez), ISBN 0-19-827401-7. Escribió también A Short History of Chess (Breve historia del ajedrez), publicado en 1963.

## Impacto
En palabras de Daniel E. O'Sullivan,

Dos libros, uno medieval y otro moderno, impregnan cualquier discusión de la cultura y el ajedrez medievales. [...] el texto moderno que resurge una y otra vez es la Historia del ajedrez de H.J.R. Murray. Muchos son los comentarios e historias del ajedrez, pero ningún volumen ha resistido la prueba del tiempo como la obra magna de Murray. Como escribe Marilyn Yalom en la primera nota al final de Birth of the Chess Queen (El nacimiento de la dama del ajedrez), 

El libro de 900 páginas de Murray constituye la Biblia de los historiadores del ajedrez. Con su conocimiento de numerosos idiomas incluyendo el latín y el árabe y su devoción al mundo del ajedrez, H.J.R. Murray fue uno de esos tardíos gigantes victorianos cuya figura intimidante parece haber inhibido más búsquedas durante las dos siguientes generaciones.

[...] Tan inmenso es el trabajo que puede que nunca sea sustituido como el estándar de la historia del juego. Incluso en el caso de que muchos quisieran verlo reemplazado, para hacerlo se requeriría al menos una vida de esfuerzo académico o un equipo de académicos trabajando una o dos décadas en estrecha colaboración. [...] En el siglo XX han aparecido historias del ajedrez que han actualizado el trabajo de Murray, pero ninguna se ha acercado a su exhaustividad.

David Shenk escribe en The Immortal Game (El juego inmortal):

Historia del ajedrez, de Harold James Ruthven Murray fue publicado por Oxford University Press en 1913. Murray cubrió los primeros 1400 años de la historia del juego con un grado de detalle definitivo y cristalizado. Fue Murray quien [...] recogió exhaustivamente e interpretó virtualmente todo lo que había que saber sobre el juego en esa época. [...] nadie podría imaginar seriamente la historia del ajedrez sin él o concebir fácilmente lo que su autor pionero sufrió para compilarlo.

## Ediciones
- Murray, H.J.R. (1913). A History of Chess (Historia del ajedrez). Londres: Oxford University Press,.
- Murray, H.J.R. (1985). A History of Chess (Historia del ajedrez). Northampton, MA: Benjamin Press. ISBN 0-936317-01-9.
- Murray, H.J.R. (2012). A History of Chess (Historia del ajedrez). Nueva York: Skyhorse Publishing. ISBN 978-1-62087-062-4.. Reimpresión en rústica de la edición de 1913.